# 남원용성고등학교
남원용성고등학교(南原龍城高等學校)는 대한민국 전북특별자치도 남원시 도통동에 있는 공립 고등학교이다.

## 학교 연혁
- 1936년 4월 30일 : 남원농업전수학교로 개교(2년제)
- 1938년 4월 1일 : 남원농업전수학교로 승격(3년제)
- 1944년 4월 10일 : 남원공립농업학교로 개명
- 1946년 9월 1일 : 남원공립농업중학교로 개편(6년제)
- 1951년 9월 1일 : 남원농업고등학교로 개편(3년제)
- 1976년 3월 23일 : 용성중학교 분리
- 1990년 3월 1일 : 남원농공고등학교 교명 변경
- 2003년 3월 1일 : 남원용성고등학교(南原龍城高等學校)로 개명
- 2017년 3월 1일 : 학과개편(농업토목과, 식물자원과, 전자로봇과, 자동화기계과)
- 2021년 3월 1일 : 학과개편(전자로봇과 -->전기제어과)
- 2023년 3월 1일 : 제29대 이석진 교장 취임
- 2024년 1월 10일 : 제85회 졸업 졸업생 73명(총 졸업생수 11,734명)

## 설치 학과
- 농업토목과
- 식물자원과
- 자동화기계과
- 전기제어과

## 참고 자료
- 남원용성고등학교 - 한국교육학술정보원 학교알리미